# (4442) Garcia
(4442) Garcia ist ein Hauptgürtelasteroid der am 14. September 1985 im Rahmen des Spacewatch-Projektes vom Kitt-Peak-Nationalobservatorium aus entdeckt wurde. Sein Durchmesser beträgt ca. 14,67 km.
Der Asteroid wurde nach dem Musiker Jerry García (1942–1995) benannt.